# Odorama
L'odorama est un média expérimental s'intéressant à l'organe olfactif du spectateur. Il reste une technique marginale et ponctuelle. 

## Histoire

### Audiovisuel
En 1958, Carlo Lizzani réalise le documentaire Behind the Great Wall (La muraglia cinese (it)) qui sort à New York en AromaRama, une machine à diffuser des parfums qui sortent via les bouches d'aérations.
Scent of Mystery film américain sorti en 1960, nécessite également une machine à diffuser des odeurs, selon le procédé Smell-O-Vision (en) développé par le producteur Mike Todd Jr. (en).
Les « films parfumés » (film profumati) d'Angela Ricci Lucchi comme Alice profumata di rosa (1975) étaient accompagnée par la diffusion d'essences aromatiques dans la salle.
Pour le film Polyester de John Waters (1981), des cartes munies de numéros étaient distribuées aux spectateurs. En grattant le numéro indiqué à l'écran, le spectateur percevait des odeurs agréables ou désagréables. Le procédé a été mis au point par la société 3M.
Les Nuls firent aussi en 1988 une expérience en odorama sur le même modèle à la télévision. Une suite de sketches diffusé sur Canal+ indiquait le numéro de l'odeur à gratter, les micro-capsules étant diffusées dans un magazine sur la télévision.
Odorama, court métrage réalisé en 2010 par Maxime Alvarez-Perez et Guillaume Heulard, retrace de façon fictive l'histoire du cinéma d'odeur.
Le dessin animé Les Razmoket rencontrent les Delajungle sorti en 2003 est lui aussi en odorama, des pastilles à gratter étant distribuées avant les séances.

### Philatélie
En 2009, la poste édite un bloc de 10 timbres français, d'une valeur de 0,56 euros chacun, avec une encre parfumé au chocolat sur les motifs du dessinateur Pierre-André Cousin.  

### Autres médias
Des périodiques insèrent dans leurs pages des cartes à gratter odoriférantes dès les années 1970 : le procédé avait été développé par la société 3M qui avait constitué une bibliothèque d'odeurs. Le marché du parfum s'en empare.
Le jeu vidéo Leisure Suit Larry VII : Drague en haute mer, sorti en 1996, contenait une carte en odorama. 
La bande dessinée Poupée de bronze (1998), de la série Les Innommables de Yann et Conrad, contient une page en odorama dans sa première édition.